# 伊韦尔诺蒙
伊韦尔诺蒙（法語：Yvernaumont，法語發音：[ivɛʁnomɔ̃]）是法国阿登省的一个市镇，属于沙勒维尔-梅济耶尔区。

## 地理
伊韦尔诺蒙（49°40'42"N, 4°39'31"E）面积2.82 平方千米，位于法国大東部大區阿登省，该省份为法国北部内陆省份，西接埃纳省，南至马恩省，东临默兹省，北与比利时接壤。
与伊韦尔诺蒙接壤的市镇（或旧市镇、城区）包括：布尔济库尔、旺斯河畔吉尼库尔、普瓦-泰龙、图利尼、维莱叙勒蒙。

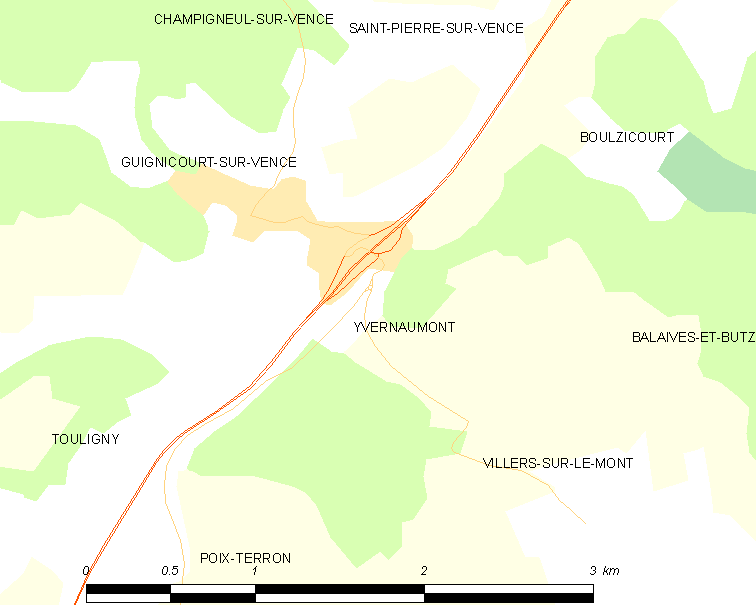
伊韦尔诺蒙的OSM定位图

伊韦尔诺蒙的时区为UTC+01:00、UTC+02:00（夏令时）。

## 行政
伊韦尔诺蒙的邮政编码为08430，INSEE市镇编码为08503。

## 政治
伊韦尔诺蒙所属的省级选区为默兹河畔努维永县。

## 人口

1962-2008年间伊韦尔诺蒙人口变化图示

伊韦尔诺蒙于2022年1月1日时的人口数量为121人。